# Hanguk sagi
Hanguk sagi (한국사기?, 韓國史記?, lett. "Le cronache della Corea"; titolo internazionale Chronicles of Korea) è un docu-drama sudcoreano trasmesso su KBS1 dal 1 gennaio al 19 marzo 2017. È ambientato dal Paleolitico, quando comparvero i primi esseri umani nella penisola coreana, ai Tre regni di Corea con Silla unificato.
Girato nel corso di un anno con un budget di due miliardi di won, a marzo 2017 gli è stato conferito il premio Buon programma del mese dalla Commissione per gli standard di comunicazione della Corea (KSCS).

## Personaggi
- Mojalla, interpretato da Jung Yoo-hyun
- Cicatrice, interpretato da Jin Young-wook
- Lupo nero, interpretato da Kim Kyung-min
- Piccola luce lunare, interpretata da Kim Ji-yeon
- Capo della tribù dell'orso, interpretato da Lee Tae-gum
- Neo-wool, interpretato da Kim Dae-woo
- Deo-gi, interpretato da Lee Tae-gum
- Jun di Gojoseon, interpretato da Kang Soon-ho
- Wiman di Gojoseon, interpretato da Lee Seung-hoon
- Ugeo di Gojoseon, interpretato da Choi Yoon-seok
- Dongmyeong di Goguryeo, interpretato da Jo Jang-ho
- Yu-hwa, interpretata da Kim Ji-young
- Soseono, interpretata da Woo Da-young
- Biryu, interpretato da Hong Jung-hyun
- Onjo di Baekje, interpretato da Jo Ji-hoon
- Geunchogo di Baekje, interpretato da Jung Seung-gyo
- Gwanggaeto il Grande, interpretato da Lee Do-yeop
- Jangsu di Goguryeo, interpretato da Woo Sang-jeon
- Dorim, interpretato da Lee Bong-gyu
- Asin di Baekje, interpretato da Lee Seung-chan
- Gaero di Baekje, interpretato da Kang Yeon-goo
- Jinheung di Silla, interpretato da Kim Yoon-hong
- Seong di Baekje, interpretato da Kim Ho-joong
- Regina Jiso, interpretata da Ryu Min-jung
- Tai Zong, interpretato da Choi Hyun-soo
- Yeon Gaesomun, interpretato da Goo Joong-rim
- Eulji Mundeok, interpretato da Sung Chan-ho
- Bojang di Goguryeo, interpretato da Ham Jin-sung
- Kim Chunchu/Muyeol di Silla, interpretato da Park Joon-hyuk
- Kim Yu-sin, interpretato da Jang Dae-woong
- Kim Pum-seok, interpretato da Seo Sung-ha
- Kim Beop-min/Munmu di Silla, interpretato da Yoon Hee-seok
- Jindeok di Silla, interpretata da Na Mi-hee
- Seondeok di Silla, interpretata da Ahn So-ri
- Buyeo Yung, interpretato da Lee Jong-shin
- Su Dingfang, interpretato da David Yi
- Jinji di Silla, interpretato da Heo Jae-hoon
- Gao Zong, interpretato da Lee Byung-chul

## Episodi
| Nº      | Titolo originale | Prima TV Corea del Sud |
| ------- | --- | ---------------------- |
| Prologo | 우리는 누구인가??, Urineun nugu-inga?LR; lett. "Chi siamo?"                                                             | 1 gennaio 2017         |
| 1       | 인간의 조건?, In-gan-ui jogeonLR; lett. "La condizione umana"                                                           | 8 gennaio 2017         |
| 2       | 최초의 문명?, Choejo-ui munmyeongLR; lett. "La prima civilizzazione"                                                    | 15 gennaio 2017        |
| 3       | 가의 탄생, 고조선?, Ga-ui tansaeng GojoseonLR; lett. "La nascita di Gojoseon                                            | 29 gennaio 2017        |
| 4       | 민족의 여명, 부여로 부터?, Minjog-ui yeomyeong BuyeorobuteoLR; lett. "Da Buyeo, l'alba di una nazione"                  | 5 febbraio 2017        |
| 5       | 문명의 교차로, 백제?, Munmyeong-ui gyocharo BaekjeLR; lett. "Il crocevia della civilizzazione, Baekje"                  | 12 febbraio 2017       |
| 6       | 새로운 질서, 고구려?, Saero-eun jilseo GoguryeoLR; lett. "Un nuovo ordine, Goguryeo"                                    | 19 febbraio 2017       |
| 7       | 주변에서 중심으로, 신라?, Jubyeon-eseo jungsim-euro SillaLR; lett. "Dalla periferia al centro, Silla"                   | 26 febbraio 2017       |
| 8       | 하늘의 자손, 수당에 맞서다?, Haneur-ui jason sudang-e matseodaLR; lett. "L'ascesa dei discendenti del cielo"            | 5 marzo 2017           |
| 9       | 외세와 자주, 김춘추의 선택?, Oese-wa jaju Kim Chunchu-ui seontaekLR; lett. "Poteri stranieri, la scelta di Kim Chunchu" | 12 marzo 2017          |
| 10      | 하나를 위하여, 문무왕의 꿈?, Hanareul wiha-yeo Munmu-wang-ui kkumLR; lett. "Il sogno di re Munmu, essere uno"           | 19 marzo 2017          |

## Colonna sonora
1. Chronicles of Korea Opening Title (한국사기 오프닝 타이틀)
2. Funeral (장례식)
3. Peaceful Life (평안한 삶)
4. Test (시련)
5. Brilliant Culture (찬란한 문화)
6. Rich Country (부유한 나라)
7. Great War (거대한 전쟁)
8. Relics (유물)
9. Sad Promise (슬픈 약조)
10. Land of Abundance (풍요의 땅)